# راین‌متال مان
راین‌متال مان (انگلیسی: Rheinmetall MAN) شرکت صنایع جنگ‌افزاری و خودروسازی آلمانی است، که در سال ۲۰۱۰ از مشارکت شرکت‌های راین‌متال و ام‌آان تراک اند باس تأسیس شد.